# Иоанн (Маслов)
Схиархимандри́т Иоа́нн (в миру Ива́н Серге́евич Ма́слов; 6 января 1932, д. Потаповка, Глуховский район, Сумская область, УССР — 29 июля 1991, Сергиев Посад, Московская область, Россия) — священнослужитель Русской православной церкви, схиархимандрит, один из последних глинских старцев, духовный писатель. Магистр богословия (1983).

## Биография
Родился 6 января 1932 года в деревне Потаповка Глуховского района Сумской области на Украине, в крестьянской семье.
В 1954 году Иван Маслов поступил в Глинскую пустынь.
Глинская пустынь тогда пребывала в расцвете, в обители подвизались такие великие старцы, как схиархимандрит Андроник (Лукаш), схиархимандрит Серафим (Амелин), схиархимандрит Серафим (Романцов).
Схиархимандрит Андроник (Лукаш), исповедник — прошедший жестокие пытки и лагеря, ныне прославленный в соборе Глинских святых, стал особенно близок Ивану.
8 октября 1957 года молодой послушник был пострижен в монашество с именем Иоанн в честь святого апостола и евангелиста Иоанна Богослова.
В 1961 году после закрытия Глинской пустыни, отец Иоанн по благословению старца Андроника поступил в Московскую духовную семинарию.
4 апреля 1962 года он был рукоположен в Патриаршем Богоявленском соборе в сан иеродиакона, а 31 марта 1963 года — в сан иеромонаха.
После окончания семинарии он продолжил обучение в духовной академии.
И ещё во время учёбы в академии отцу Иоанну было вверено духовное окормление преподавателей и учащихся семинарии и академии. Именно здесь в полной мере раскрылись способности и пастырские дарования отца Иоанна, который с первых дней проявил себя как опытнейший духовник.
Отец Иоанн имел дар непрестанной Иисусовой молитвы. И прежде чем дать ответ на тот или иной вопрос богомольца, о. Иоанн «обращался к Богу», и только потом отвечал.
В 1960-х годах отец Иоанн и отец Марк Лозинский по благословению отца Константина Ружицкого занимались расшифровкой и редактированием рукописи воспоминаний монаха Нектария Иванчева — ученика протоиерея Павла Савабэ.
В 1969 году отец Иоанн окончил московскую духовную академию со степенью кандидата богословия, присвоенной ему за сочинение «Оптинский старец иеросхимонах Амвросий (Гренков) и его эпистолярное наследие».
После окончания академии он был оставлен профессорским стипендиатом в Московских духовных школах, где преподавал «Пастырское богословие» и «Практическое руководство для пастырей»; с 1974 года он начал также преподавать «Литургику» в семинарии. Отец Иоанн преподавал столь интересно и вдохновенно, что к нему на лекции приходили студенты с других курсов.
С 1974 года в различных изданиях он опубликовал более ста работ.
11 марта 1983 года он защитил магистерскую диссертацию: «Святитель Тихон Задонский и его учение о спасении», получив звание магистра богословия.
Патриарх Пимен отметил пастырские и научные труды отца Иоанна, наградив его Патриаршим наперсным крестом.
С 1985 по 1991 годы, до своей кончины, он был духовником Свято-Успенского Жировичского монастыря в Белоруссии.
Отец Иоанн перенёс 5 операций. В одном из писем он писал: «Частые болезни почти постоянно приковывают меня к постели». Несмотря на болезни, он не терял бодрость духа и говорил: «Главное — дух бодрый держать».
В июне 1990 года он приехал в отпуск в Сергиев Посад, а в августе, перед очередным отъездом в Белоруссию, болезнь окончательно приковал его к постели. Тем не менее, в 1991 году отец Иоанн закончил докторскую диссертацию: «Глинская пустынь. История обители и её духовно-просветительная деятельность в XVI—XX веках». Тогда же им был закончен «Глинский Патерик», включающий 140 жизнеописаний Глинских подвижников.
Скончался 29 июля 1991 года в Сергиевом Посаде. Отпевание, которое возглавил его духовный сын архимандрит Елевферий (Диденко) — наместник Киево-Печерской Лавры, состоялось в Свято-Троицкой Сергиевой Лавре.
Погребён на Старом кладбище Сергиева Посада.

## Публикации
- Миротворческое служение пастыря // Журнал Московской Патриархии. 1974. — № 9. — С. 45-47.
- В день памяти святого апостола и евангелиста Иоанна Богослова // Журнал Московской Патриархии. 1976. — № 5. — С. 27-28.
- Вклад Русской Православной Церкви в победу над фашизмом // Журнал Московской Патриархии. 1975. — № 5. — С. 39-43.
- Некролог [Андроник (Лукаш), схиархимандрит, Грузинская Церковь] // Журнал Московской Патриархии. 1974. — № 8. — С. 45-46.
- Схиархимандрит Серафим (Романцов) [некролог) // Журнал Московской Патриархии. 1976. — № 10. — С. 29-30.
- Чертог Твой вижду, Спасе мой // Журнал Московской Патриархии. 1977. — № 4. — С. 30-31.
- Слово о крестоношении // Журнал Московской Патриархии. 1977. — № 7. — С. 31-32.
- О духовном мужестве // Журнал Московской Патриархии. 1978. — № 3. — С. 29-30.
- Святейший Патриарх Пимен — поборник церковных традиций [доклад на торжественном собрании в МДА и МДС] // Журнал Московской Патриархии. 1983. — № 2. — С. 25-29.
- Слово на Успение Пресвятой Богородицы // Журнал Московской Патриархии. 1982. — № 8. — С. 31-33
- О слове Божием (к 200-летию преставления святителя Тихона Задонского) // Журнал Московской Патриархии. 1983. — № 6. — С. 46-47.
- Воплощение Христово и его значение в деле спасения человечества // Журнал Московской Патриархии. 1990. — № 12. — С. 45-46.
- Оптинский старец преподобный Амвросий и его эпистолярное наследие [библ. 66] // Богословские труды. 1990. — № 30 (БТ). 117—151.
- Глинская икона Рождества Пресвятой Богородицы // Журнал Московской Патриархии. 1992. — № 6. — С. 5-7
- Милосердие в деле спасения (по учению святителя Тихона Задонского) // Журнал Московской Патриархии. 1992. — № 11/12. — С. 55-56.
- Обрядовые особенности покаянной дисциплины Древней Руси // Богословские труды. 1993. — № 31. — C. 16-33.
- Обрядовая сторона праздника Крещения Господня в Древней Руси // Журнал Московской Патриархии. 1994. — № 1. — С. 73-77.
- Глинская пустынь (отрывок из книги) // Журнал Московской Патриархии. 1996. — № 9. — С. 60.